# Мексиканский Джокер
«Мексиканский Джокер» (англ. Mexican Joker) — первый эпизод двадцать третьего сезона американского мультсериала «Южный Парк». Премьера эпизода состоялась на Comedy Central в США 25 сентября 2019 года. Родителей Кайла арестовывают после ложного доноса Эрика, и он отправляется в центр временного пребывания иммиграционной и таможенной полиции США (ICE), а Рэнди борется с домашним выращиванием марихуаны. Эпизод пародирует условия жизни разлучённых с родителями детей мигрантов и атмосферу, окружающую фильм Джокер 2019 года.

## Сюжет
Серия начинается с того, что Рэнди Марш проводит экскурсию для туристической группы вокруг своей фермы по выращиванию марихуаны, «Фермы порядочности» (англ. Tegridy Farms), показывая, как она росла и расширялась. В то время как Эрик Картман высказывает недовольство Стэну Маршу по поводу изменений на ферме, Рэнди отмечает, что заказы на продукцию уменьшились. Когда он посещает Стивена Стотча, чтобы лично доставить немного товара, он обнаруживает, что Стивен и другие жители города начали выращивать свою собственную марихуану, и после этого Рэнди обещает принять меры. Рэнди заставляет Стэна просить городской совет запретить частные фермы по выращиванию марихуаны, но совет отвергает это предложение, и Ренди в порыве гнева осуждает весь город. Позже ферму посещают представители MedMen, и Рэнди соглашается работать с ними вместе. Партнер Рэнди по бизнесу Полотенчик расстроен тем, что Рэнди решил продаться корпорации, и уходит с фермы.
Затем Картман видит, как группа агентов иммиграционной и таможенной полиции США (ICE) арестовывает испаноязычного работника Стивена и разлучает его с семьей, и он решает воспользоваться тем, что ICE имеет такие полномочия. Картман звонит Кайлу Брофловски с угрозами и требованиями, и как только он отказывается их выполнить, агенты ICE врываются в дом Брофловски, арестовывают его и родителей, и разлучают его с ними, а Картман радостно за этим наблюдает. Когда Кайл прибывает в следственный изолятор ICE и сотрудники узнают, что он еврей, они понимают, что должны как можно скорее освободить Кайла, иначе они могут прослыть расистами. Когда агенты ICE приносят извинения Кайлу, он спрашивает о статусе других детей в лагере и предупреждает их, что стресс и беспокойство, которые испытывают другие дети, могут привести к тому, что один из них станет «мексиканским Джокером». Агенты слишком остро реагируют на это и пытаются выяснить при помощи электрошока какой ребенок в их лагере — будущий «мексиканский Джокер». Затем в лагерь прибывает новый автобус с детьми, среди которых оказывается Картман. Картман понимает, что центр задержания может напомнить Кайлу о нацистских концентрационных лагерях и утверждает, что ему жаль, что так получилось, и Кайл начинает разрабатывать план побега.
Тем временем серия взрывов по всему Саус-Парку уничтожает все частные посевы марихуаны, полиция подозревает в их совершении «мексиканского Джокера». По плану Кайла все дети из центра временного содержания превращают свои одеяла из алюминиевой фольги в ермолки, чтобы выглядеть как евреи, после чего агенты должны были освободить их, но главный агент ICE сходит с ума, полагая, что находится во флешбеке. Он убивает других агентов ICE из пистолета и убегает в панике. Рэнди празднует восстановление продаж «Фермы порядочности».

## Отзывы
Райан Паркер из The Hollywood Reporter отметил, что главной мишенью для критики стала практика разделения семей и центры временного пребывания ICE.
Крис Лонго из Den of Geek оценил эпизод в 2 из 5 звезд, резюмируя свою оценку следующим образом: «Я чувствую, что „Порядочность“ у меня отбирают. Со всем этим негативом, творящимся в мире сейчас, почему мы не можем просто оставить себе нашу „Порядочность“? Эх… Эта сюжетная линяя меня не вдохновляет, но я мазохист, и я посмотрю следующую серию».
Джон Хьюгар из The A.V. Club дал эпизоду оценку «С+», написав: «В конечном итоге, в эпизоде авторы пытались сделать слишком много одновременно, отчего возникает неловкость и бессвязность. В предыдущих сезонах с единой сюжетной линией раскрытие разных тем давалось проще, поскольку каждая тема, как правило, раскрывалась за одну серию, вместо того, чтобы пытаться разрешить их все в затянутом финале эпизода».
Лаура Брэдли из Vanity Fair высказала более позитивное мнение об этом эпизоде, написав: «В этой серии есть редкая искра жизни — тихого, временами язвительного убеждения. Это Саус-Парк, так что не ждите приятных моментов или серьезных лекций в ближайшее время, но кажется, что, наконец, Саус-Парк нашел способ выпускать праведный гнев по-своему».
Элис Воск из Collider дала как положительные, так и отрицательные комментарии в своем обзоре, написав: «Это шоу мало изменилось, за исключением того, что оно кажется менее возмутительным в наши дни. Социальный комментарий потерял часть своей остроты, поскольку текущие события становятся ближе к комедии. Но в этом сезоне социальный комментарий начинается лучше, чем последние несколько сезонов, как, например, было с троллингом или предвыборной историей».
Дани Ди Пласидо из Forbes назвал эпизод «умным», в нём, по его мнению, создателям удалось соединить истерию по фильму «Джокер» и ужасы заключения невинных детей в одну нелепую историю. Также он отметил, что сцена, в которой Рэнди и Полотенчик обсуждают, что они «устали от города Саус-Парк», возможно, иносказательно говорит об усталости создателей от своего шоу.
Ренальдо Матадин из CBR.com отметил, что образ Джокера в эпизоде получился даже более устрашающим, чем в фильмах и комиксах DC Comics.
Джереми Ламберт из 411mania.com поставил эпизоду оценку 5,5 из 10, назвав его «не таким хорошим, как хотелось бы». Он отмечает, что на первый план в этом сезоне вышел Рэнди, а традиционные главные герои получают всё меньше времени. В итоге в этом эпизоде шуток и сатиры было меньше, чем обычно.